# Ресавска улица (Београд)
| РЕСАВСКА · улица | РЕСАВСКА · улица                                                |
| ---------------- | --------------------------------------------------------------- |
|                  |                                                                 |
| Названа по       | Ресава                                                          |
| Општина          | Врачар, Савски венац                                            |
| Почетак          | Булевар краља Александра                                        |
| Крај             | Вишеградска улица                                               |
| Дужина           | 1400 m                                                          |
| Стари називи     | Генерала Жданова, Франкопанова (горњи део), Зрињског (доњи део) |
|                  |                                                                 |
|                  |                                                                 |
| Ресавска улица   |                                                                 |

Ресавска улица је улица која се налази у Београду, у општинама Врачар и Савски венац. Претходно се звала Улица Генерала Жданова, Франкопанова (горњи део) и Зрињског (доњи део), а наводи се да је чак девет пута мењала име.

## Траса
Ресавска улица почиње од Булевара краља Александра и у дужини од око 1,4 км пружа се праволинијски преко Улице краља Милана и Немањине, до Вишеградске улице.

## Назив улице
Улица је добила име по Ресави, реци у источној Србији, која је најдужа десна притока Велике Мораве.

## Значајни објекти
У Ресавској улици, као једној од централних улица града, смештени су бројни пословни објекти, установе здравства, образовања и културе, агенције, адвокатске канцеларије, ресторани, клубови и продајни објекти. Између осталих, ту су:
- Културно уметничко друштво Иво Лола Рибар, Ресавска 11 (Врачар)
- Привредна комора Србије, Ресавска 13-15 (Врачар)
- Центар за едукацију, Ресавска 28 (Врачар)
- Хотел Марк, Ресавска 29 (Врачар)
- Издавачка кућа "Лагуна", Ресавска 33 (Врачар)
- Нова зграда Музеја града Београда налази се у Ресавској улици бр. 40/б, у згради некадашње Војне академије.
- Амбасада Уједињеног краљевства Велике Британије и Северне Ирске, Ресавска 46
- Клиника за урологију, Ресавска 51 (Савски Венац)
- Гимназија "Свети Сава", Ресавска 58
- Основна школа "Петар Петровић Његош", Ресавска 61 (Савски Венац)
- Институт за реуматологију, Ресавска 69 (Савски Венац)
- Балетска школа Балет Арт, Ресавска 76
- Културно уметничко друштво "Абрашевић", Ресавска 76 (Савски Венац)
- Народни универзитет "Веселин Маслеша", Ресавска 78 (Савски Венац)
- Библиотека "Веселин Маслеша", Ресавска 78[3]

## Посебни објекти у оквиру просторне културно-историјске целине
Подручје уз Улицу кнеза Милоша у Београду (просторно културно-историјска целина) обухвата простор и објекте на катастарским парцелама КО Врачар, КО Стари град и КО Савски венац.
У оквиру просторно културно-историјске целине следећи објекат, између осталих, утврђен је за непокретно културно добро:
- Дом Удружења новинара Србије, Ресавска 28, Врачар (Одлука о утврђивању, "Службени гласник РС", број 51/97)

У оквиру просторно културно-историјске целине следећи објекат, између осталих, ужива статус добра под претходном заштитом:
- Војна академија, Ресавска 40б, Бирчанинова 5а.[4]

## Градски превоз
Делом Ресавске улице пролазе линије градског превоза: трамвај 12Л (ОМЛАДИНСКИ СТАДИОН - СТАРИ САВСКИ МОСТ - МОСТ НА АДИ - БАНОВО БРДО) и 7 (УСТАНИЧКА - БЛОК 45), као и аутобус 74 (БЕЖАНИЈСКА КОСА - МИРИЈЕВО 3). А улицама које секу ову улицу пролази још десетак линија градског превоза, што омогућава добру повезаност са осталим деловима града.